# عبد الرحمن صديق كريم
عبد الرحمن صديق كريم (بالكردية: عەبدولڕەحمان سدیق) هو سياسي عراقي كردي شغل منصب وزير البيئة في حكومة مجلس الحكم العراقي للفترة من أيلول 2003 حتى حزيران 2004.
ولد في كركوك في 2 آذار 1962، وهو مهندس وناشط في مجال البيئة، وعضو في الاتحاد الإسلامي الكردستاني.